# Вишнёвый сад (фильм, 1999)
«Вишнёвый сад» (англ. The Cherry Orchard) — драматический фильм 1999 года режиссёра Михалиса Какояниса. Сюжет основан на одноимённой пьесе Антона Павловича Чехова. Съёмки проходили в Болгарии. Премьера состоялась 13 ноября 1999 года на Международном кинофестивале в Салониках.

## Сюжет
Любовь Андреевна Раневская — пожилая аристократическая дама, вернувшаяся из Парижа с дочерью в своё имение «Вишневый сад», которое она скоро потеряет из-за долгов. Несмотря на очевидные финансовые проблемы, Раневская продолжает жить прошлым, обманывая себя и свою семью.

## В ролях
- Шарлотта Рэмплинг — Любовь Андреевна Раневская
- Алан Бейтс — Леонид Андреевич Гаев
- Оуэн Тил — Ермолай Алексеевич Лопахин
- Катрин Картлидж — Варя
- Ташка Берген — Аня
- Ксандер Беркли — Семён Пантелеевич Епиходов
- Джерард Батлер — Яша
- Эндрю Ховард — Пётр Сергеевич Трофимов
- Мелани Лински — Дуняша
- Иэн Макнис — Борис Борисович Симеонов-Пищик
- Фрэнсис де ла Тур — Шарлотта Ивановна
- Майкл Гоф — Фирс

## Награды и номинации
| Год  | Награда                                 | Категория                                            | Номинанты          | Результат |
| ---- | --------------------------------------- | ---------------------------------------------------- | ------------------ | --------- |
| 1999 | Международный кинофестиваль в Салониках | Лучшая операторская работа                           | Арис Ставру        | Победа    |
| 1999 | Международный кинофестиваль в Салониках | Лучшие декорации                                     | Дионисис Фотопулос | Победа    |
| 1999 | Международный кинофестиваль в Салониках | Лучший дизайн костюмов                               | Дионисис Фотопулос | Победа    |
| 1999 | Международный кинофестиваль в Салониках | Greek Union of Film and Television Technicians Award | Михалис Какоянис   | Победа    |

## Отзывы
Фильм получил смешанные отзывы. На сайте Rotten Tomatoes у картины 54 % положительных рецензий на основе 26, на сайте Metacritic — 56 баллов из 100 на основе 16 рецензий. Роджер Эберт высоко оценил сыгранную Шарлоттой Рэмплинг роль: «Рэмплинг в образе Раневской заставляет смотреть фильм. Благодаря дополнительным материалам, которые помогают более точно определить её характер, она отлично справляется с изображением человека, который более чем осознает свои проблемы и недостатки, но который тем не менее не может или не хочет ничего делать, чтобы изменить своё поведение или судьбу».